# Gle Lhok Batee
Gle Lhok Batee är en kulle i Indonesien.   Den ligger i provinsen Aceh, i den västra delen av landet, 1 800 km nordväst om huvudstaden Jakarta. Toppen på Gle Lhok Batee är 56 meter över havet.
Terrängen runt Gle Lhok Batee är platt. Havet är nära Gle Lhok Batee åt sydväst. Runt Gle Lhok Batee är det ganska glesbefolkat, med 50 invånare per kvadratkilometer. I omgivningarna runt Gle Lhok Batee växer i huvudsak städsegrön lövskog.